# Анджома Рамартина
Анджома Рамартина (на малгашки: Anjoma Ramartina) е селище и община в централен Мадагаскар, регион Вакинанкаратра, окръг Бетафо. Населението на общината през 2001 година е 14 685 души.